# Paranemastoma nigrum
Paranemastoma nigrum is een hooiwagen uit de familie aardhooiwagens (Nemastomatidae). De originele naamcombinatie (protoniem) was Nemastoma nigrum Hadži, 1973. Een volgende naamrecombinatie werd gepubliceerd als Paranemastoma nigrum (Hadži, 1973) in Schönhofer 2013.